# Woudracer
Woudracer was een bobkart in het Nederlandse Attractiepark Toverland.

## Geschiedenis

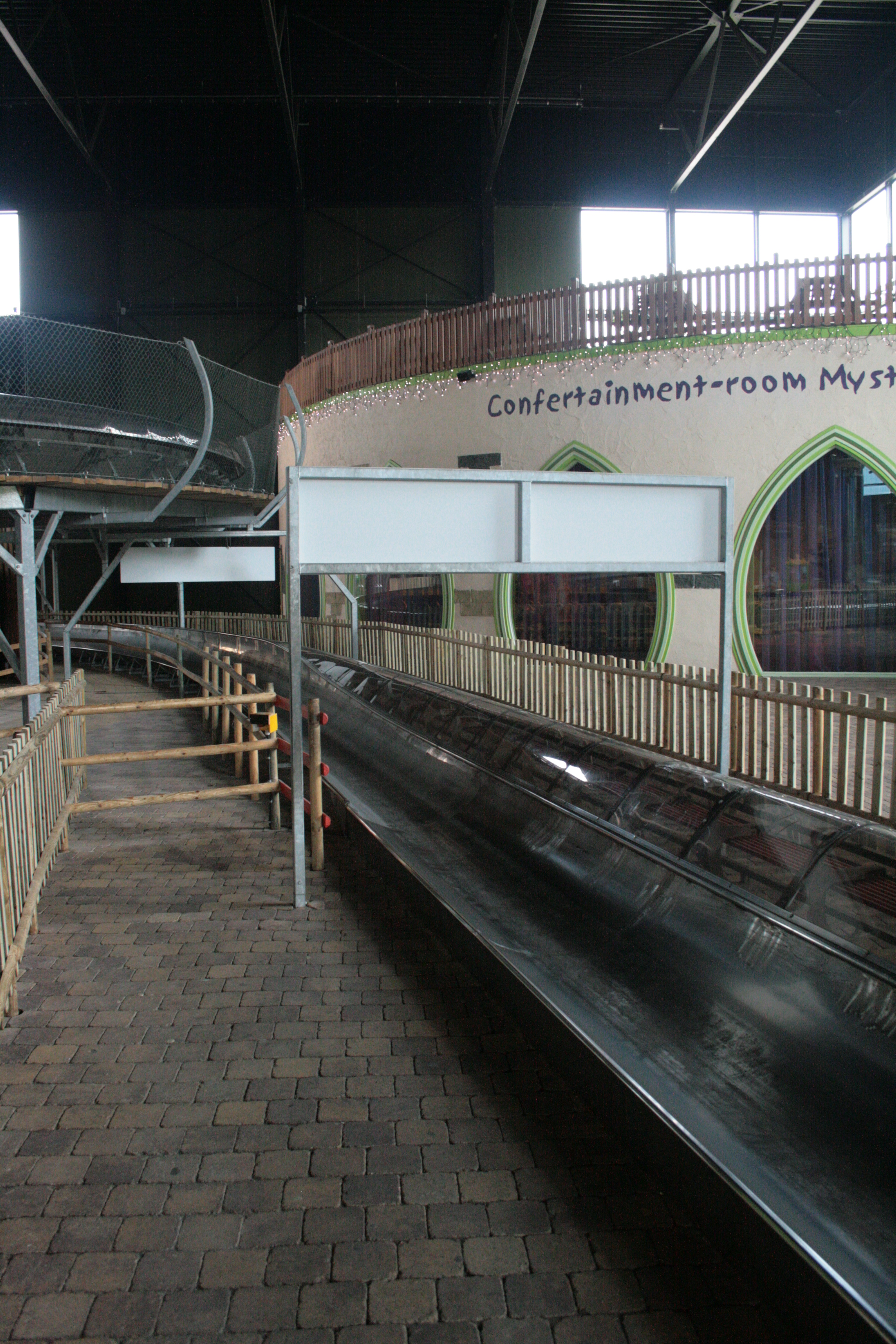
Helix in het traject

Woudracer werd in 2004 geopend samen met de tweede indoorhal van het park, Magic Forest. Toverland was het eerste (en tot op heden enige) pretpark van de Benelux met een bobkartbaan. In de jaren erop werd het station verlegd. Bij de opening lagen het in- en uitstapstation naast elkaar. Het instapstation is enkele meters richting het zuiden verplaatst in een verdiepte ligging. Hierdoor werd de rit voor de bezoeker korter. In juni 2014 bevestigde Toverland, na eerdere berichtgevingen in diverse media, dat de bobkart Woudracer afgebroken en vervangen zal worden. Op 26 oktober 2014 werd Woudracer gesloten. De vervanger, Maximus' Blitz Bahn, opende op 28 maart 2015.
Ter herinnering aan Woudracer liggen er in de wachtrij twee onderdelen van een bobkart. Het betreft een gashendel en een groen plakkaat met daarop in zwarte letters bobkart.

## Traject
De attractie was te betreden via een meandering van houten hekken. Bezoekers daalde met de wachtrij iets af, omdat het station van de Woudracer lager ligt dan gelijkvloers. Als bezoekers in de bobkart waren gestapt, vertrok de bob bij een groen sein op het stoplicht. De bobslee reed dan een tunnel in om vervolgens buiten aan de achterzijde van het Magic Forest een bochtig parcours af te leggen. Na enkele spiralen boog de baan weer richting het Magic Forest waar deze vervolgens door een uitsparing in de wanden weer naar binnen voer. Alvorens de bobs het station weer bereiken, maakten ze binnen nog een laatste spiraal, waarna bezoekers op eigen gelegenheid diende uit te stappen.
Lijst van attracties in Attractiepark Toverland · Afbeeldingen